# Carl Arnold (fill)
Carl Anton Heinrich Arnold, (Berlín, (Alemanya), 8 de juny, 1824 - Christiania, 9 d'agost, 1867), va ser un músic de cambra suec, fill de Carl Arnold (1794-1873).
Arnold, va ser violoncel·lista a la Court Chapel 1851-1866 i professor a l'Acadèmia Musical 1857-1867. Va ser elegit com a vocal núm. 356 de la Reial Acadèmia de Música el 30 de novembre de 1857.

## Biografia
Carl Arnold era fill del pianista i compositor Carl Arnold. Arnold va ser alumne de Max Bohrer. Va ser emprat l'1 de juliol de 1851 com a violoncel·lista a la capella de la Cort Reial d'Estocolm. Arnold no va participar en els anys 1857–1858. El 1857, va començar a treballar com a professor a l'Acadèmia de Música.
Va morir el 9 d'agost de 1867 a Christiania (avui Oslo), i està enterrat al costat del seu pare al cementiri del Nostre Salvador.